# Glomus luteum
Glomus luteum är en svampart som beskrevs av L.J. Kenn., J.C. Stutz & J.B. Morton 1999. Glomus luteum ingår i släktet Glomus och familjen Glomeraceae.   Inga underarter finns listade i Catalogue of Life.